# DmC Devil May Cry
DmC Devil May Cry è un videogioco per PlayStation 3, Xbox 360 e Microsoft Windows, sviluppato dalla Ninja Theory distribuito da Halifax in Italia e pubblicato dalla Capcom nel resto del mondo. Il gioco è un reboot ambientato in un universo parallelo della serie Devil May Cry, ciò significa che non è in alcun modo collegato cronologicamente ai giochi usciti precedentemente. A ribadirlo e a fare ulteriore chiarezza è stato Tameem Antoniades, direttore e scrittore della storia. Il 10 marzo 2015 Capcom ha pubblicato la Definitive Edition del gioco per PS4 e Xbox One: questa versione comprende varie migliorie e aggiunte, fra cui tutti i DLC e una grafica a 1080p con una velocità di gioco a 60fps.
Il DLC La caduta di Vergil (Vergil's Downfall) prosegue la storia principale di DmC Devil May Cry, seppur il protagonista non sia Dante, ma suo fratello Vergil.

## Trama
Kyle Ryder è il proprietario di una potente multinazionale che, attraverso la politica e influenti conoscenze, è riuscito a stringere in una morsa la città, divenendone signore e padrone, insieme alla sua donna, Lilith, proprietaria di un prestigioso night club. La verità, però, è molto diversa e agli occhi degli ignari umani è celata una realtà molto più inquietante: Kyle Ryder è Mundus, un demone giunto nella dimensione umana attraverso un portale aperto secoli prima; la vicinanza con questo portale, che egli tiene nel suo palazzo, lo rende praticamente invincibile. Mundus domina le menti degli uomini attraverso una bibita chiamata Virility, prodotta da una mostruosa entità nominata Succube, ma non solo: diffonde false notizie tramite il suo sottoposto Bob Barbas, calato nelle vesti di un integerrimo giornalista della Raptor News Network. 
In questa città vive Dante, un giovane che nulla ricorda del suo passato, il quale abita in una roulotte fatiscente nei pressi di un vecchio Luna Park. Dante, che non nasconde un carattere turbolento, passa le sue giornate a litigare e avendo rapporti sessuali con ragazze conosciute in qualche sudicio night. Egli, però, nasconde un segreto: dotato di facoltà fuori dal comune, è l'unico in grado di percepire i demoni celati nella società che lo circonda, riuscendo poi a spazzarli via grazie alle sue armi speciali, le pistole Ebony & Ivory, e lo spadone Rebellion. Una mattina, reduce da una notte brava, il giovane viene trascinato in una realtà parallela chiamata limbo, da un demone cacciatore, mandato appunto per catturarlo. Grazie all'aiuto di una misteriosa ragazza, Kat, Dante riesce a sconfiggere la creatura. La ragazza, infine, chiede al giovane di unirsi all'organizzazione di cui ella fa parte: "l'Ordine". Dapprima riluttante, Dante accetta. Viene così condotto nel covo dell'organizzazione: qui fa la conoscenza con il leader dell'Ordine, il misterioso Vergil. Quest'ultimo, all'apparenza un giovane elegante dall'aria seria e calcolatrice, sembra conoscere molto bene Dante.
Fatte le dovute presentazioni, Vergil conduce Dante in un vecchio maniero, alla ricerca del suo passato. Qui egli apprende la verità: lui e Vergil sono fratelli gemelli, figli di un demone, Sparda, e di un angelo, Eva. I due, unendosi in un gesto d'amore, avevano trasgredito alle regole, generando così una nuova genia, talmente potente da avere abilità di ambedue le razze: i cosiddetti "nephilim". Sparda, però, fu imprigionato negli inferi da suo fratello, Mundus, che uccise, senza pietà, anche Eva, strappandole il cuore dal petto. I due bambini, allora, furono separati e nascosti a Mundus, convinto solo dell'esistenza del protagonista; Dante fu portato in un orfanotrofio, e qui apprese quanto duro può essere il mondo, mentre Vergil fu adottato da una facoltosa famiglia, dove studiò accrescendo le sue conoscenze. Prima della loro dipartita, poi, i genitori lasciarono alle proli alcuni doni: Sparda munì Vergil di un'affilatissima katana, chiamata Yamato, mentre Dante ebbe la sua Rebellion; Eva, dal canto suo, lasciò loro due medaglioni, i quali sarebbero serviti a riconoscersi, il giorno che si sarebbero rincontrati.
Ma adesso le cose sono cambiate: Mundus, nonostante sia all'oscuro dell'esistenza di Vergil, ha scoperto che Dante è il nephilim che cercava da tempo, e ha deciso di toglierlo di mezzo, perché non contrasti i suoi piani di conquista dell'umanità. Ai due fratelli, ormai ritrovatisi, non resta che combattere il comune nemico. Dante entra a far parte dell'Ordine, e il suo primo incarico, in qualità di nuovo adepto, è di chiudere le riserve di Virility, la bevanda commercializzata da Mundus. Il giovane, coadiuvato da Kat, riesce a infiltrarsi nella fabbrica in cui è tenuta al sicuro la Succube, che produce la bibita attraverso i suoi umori. Dante la uccide, ponendo fine a questo disgustoso commercio. Ma non basta ancora, perché il potere di Mundus è radicato fin dentro il cuore della città: l'obiettivo successivo è Bob Barbas, che con le sue menzogne ha soggiogato le menti degli esseri umani, dipingendo lo stesso Dante come un pericolo della società, e l'ordine come un'organizzazione terroristica. Il giovane nephilim penetra nel limbo, e scopre che la torre televisiva dalla quale Barbas dispensa le sue notizie, in quella dimensione altro non è che un carcere dantesco in cui vengono rinchiuse le anime dei dannati, e i demoni rinnegati. Qui Dante incontra Phineas, un anziano demone che prima di essere rinchiuso, era al servizio di Sparda. Phineas racconta al giovane del figlio che Mundus aspetta da Lilith, la sua donna, e infine lo aiuta, facendo sì che sprigioni il suo potenziale nascosto, ovvero il Devil Trigger. Quando è pervaso da questa forza, il nephilim è più potente e più veloce di chiunque altro; inoltre, Dante, nota che i suoi capelli cominciano a diventare bianchi. Forte di questo nuovo potere, il giovane è pronto ad affrontare Barbas, che sconfigge senza troppi problemi, mettendo fine alle sue menzogne.
Tornato al covo dell'ordine, Dante scopre con sgomento che la polizia è arrivata sul posto, facendo irruzione e uccidendo la maggior parte degli adepti. Il giovane riesce a ricongiungersi con Vergil, mentre Kat viene catturata e portata da Mundus. La giovane viene torturata, ma la sua forza di volontà è tale da non compromettere Vergil o dispensare informazioni preziose e vitali per l'Ordine. Dante, per liberarla, propone al fratello un piano: rapire Lilith, che porta in grembo il figlio di Mundus, e scambiarla con Kat. Vergil è riluttante all'idea, perché non interessato alla vita della ragazza, ma poi, su insistenza del fratello, acconsente. Dante s'introduce nel night club gestito dalla versiera, e dopo un'estenuante lotta, riesce a catturarla. Mundus viene contattato e costretto allo scambio, che avviene in un porto deserto. Kat viene salvata, e Vergil uccide Lilith, sotto lo sguardo attonito di Dante, scatenando così l'ira di Mundus, che devasta quasi l'intera città, pur di ucciderli.
I tre, trovato un posto sicuro, organizzano un contrattacco: supportati da Kat, i due nephilim s'introducono nel palazzo di Mundus, superando l'alta sorveglianza, composta da demoni agguerriti e sofisticati sistemi di sicurezza. Arrivati al cospetto di Mundus, Dante lo attira fuori dalla sala, dove il potere che lo circonda lo rende praticamente invulnerabile. Vergil distrugge il portale, facendo in modo che il limbo si fonda con la dimensione umana, permettendo a tutti di vedere e percepire i demoni. Infine, i due fratelli, uccidono Mundus, ormai legato al suo corpo fisico, e vendicando così i loro genitori. Il mondo è libero dal gioco di Mundus, e si accinge ad entrare in una nuova era, in cui convivono sullo stesso piano umani e demoni.
Vergil getta la maschera, e chiede al fratello di governare con lui questa umanità ormai allo sbando. Dante rifiuta, e lo scontro tra i due è inevitabile. Dante vince lo scontro e vuole uccidere Vergil, ma Kat lo prega di fermarsi dicendo di farlo per lei. Vergil si rialza ferito gravemente e apre un varco dimensionale con la Yamato e poco prima di scomparire avverte il fratello dicendogli che ciò che sta facendo non ha alcun senso perché non è umano e non lo sarà mai. Dante è confuso e dice a Kat di non sapere più chi è ma la ragazza lo rassicura e rincuora dicendogli che egli non è nient'altro che se stesso.

### DLC:La caduta di Vergil
Dopo essere stato sconfitto da Dante, Vergil si è indebolito parecchio e continua a camminare senza avere una meta ben precisa. Improvvisamente egli giunge davanti ad una tomba sulla quale è raffigurata una foto della sua famiglia al completo: probabilmente si tratta della tomba di Eva. Privo di forza, Vergil si accascia sopra di essa e sviene. Ha così inizio per lui un viaggio extracorporeo in cui verrà costantemente tormentato dai ricordi del suo fallimento. Dopo aver reciso i legami con il suo passato, aiutato dal suo spettro, Vergil decide che è arrivato il momento di affrontare anche quest'ultimo. Una volta sconfitto il suo spettro, Vergil è pronto ad abbandonare il luogo in cui si trova dato che ormai lì non ha più nulla da fare perché ha ottenuto ciò che voleva. Una volta risvegliatosi, alcuni demoni avanzano verso di lui con fare minaccioso ma improvvisamente si fermano e si inchinano al suo cospetto: ormai i demoni vedono Vergil come l'unico capace di guidarli dopo la morte di Mundus. Nel filmato finale del DLC si vede Vergil camminare e sorridere con fare trionfante: è pronto più che mai ad avere la sua vendetta sul fratello e a conquistare il mondo.

## Personaggi
- Dante: è il protagonista del gioco. È un ragazzo giovane, a differenza dei capitoli precedenti ha i capelli corti e neri e un fisico meno massiccio. Dante passa la sua infanzia in diversi istituti e orfanotrofi, spesso gestiti segretamente da demoni, i quali finivano per vessare spesso e volentieri il ragazzo, visto come aberrazione demoniaca cresciuta nel grembo di un angelo.
- Kat: misteriosa ragazza che aiuta Dante a sopravvivere nel suo viaggio all'interno del Limbo grazie ai suoi poteri psichici. Fa parte di un'organizzazione chiamata "L'Ordine".
- Vergil: è l'antagonista finale e boss finale del gioco, fratello gemello di Dante, capeggia l'organizzazione votata alla lotta contro i demoni chiamata "L'Ordine". Sembrerebbe che i due fratelli siano stati separati dalla nascita; a dispetto di Dante, Vergil è stato adottato da una ricca famiglia, questo gli ha permesso di studiare e diventare multimilionario sviluppando un codice crittografico.
- Mundus/Kyle Ryder: è l'antagonista principale del gioco, capo di tutta la città e di tutti i demoni che vi risiedono. Al contrario del primo capitolo, qui prende l'aspetto di un uomo calvo, eterocroma e con una singolare voglia sulla fronte. Tuttavia la sua vera forma è quella di un colossale demone umanoide di colore nero e con tre occhi rossi luminosi.
- Bob Barbas: è un giornalista e critico televisivo, conduce "Raptor News Network". Egli è solito dipingere Dante come un terrorista nel suo notiziario.
- Lilith: è una demone proprietaria di un nightclub e compagna di Mundus e antagonista secondaria del gioco.
- Phineas: demone anziano dal volto parzialmente cibernetico, aiuterà Dante in un particolare punto dell'avventura.

## Modalità di gioco
Il gioco principale si svolge nella città di Limbo City, specchio di una società corrotta, al servizio di Mundus. La realtà che viene celata agli umani, è il limbo, in cui si muovono liberamente i demoni. Ogni volta che Dante si trova a muoversi in questa realtà, gli edifici e le strade appaiono distorti, grotteschi, e la città, quasi fosse animata, cercherà in tutti i modi di fermare Dante nella sua avanzata.
Nel gioco saranno utilizzabili vari tipi di armi e questi saranno la Rebellion (una spada con velocità e attacco bilanciati), Ebony e Ivory (due pistole a fuoco rapido con poteri demoniaci), l'Arbiter (un'ascia demoniaca potentissima ma abbastanza lenta), e l'Osiris (una falce angelica debole ma molto veloce). Con queste armi il protagonista dovrà uccidere i demoni che invadono la città per proseguire nel gioco. Sono stati confermati anche le diverse Orbs che si potranno acquisire esplorando varie aree di gioco o eliminando demoni e lo style meter (presenti anche nei precedenti capitoli Devil May Cry 1-2-3-4). Le Red Orbs si renderanno utili visitando i diversi negozi che si incontreranno: in cambio di un determinato numero di Red Orbs, si avrà la possibilità di acquistare potenziamenti per le proprie armi o acquisire degli oggetti con effetti di guarigione, aumentare la durata vitale o del Devil Trigger ecc. Lo style meter a differenza dei precedenti capitoli si basa non sulla varietà delle armi e delle combo ma sui danni, avrà naturalmente diversi gradi di stile che durante il gioco saliranno in sequenza: si partirà da un minimo del grado (D) ad un massimo del grado (SSS), i gradi dello style meter saliranno per far capire al giocatore il livello delle proprie abilità e in sequenza di aumento sono:
| D   | Dirty! X2         |
| C   | Cruel! X3         |
| B   | Brutal! X4        |
| A   | Anarchic! X5      |
| S   | Savage! X6        |
| SS  | Sadistic!! X7     |
| SSS | Sensational!!! X8 |

Questo nuovo style meter ha anche una cosa che lo differenzia da quelli dai precedenti capitoli, ed essi sono i punti, l'aumentare di combo e dello stile influenzeranno i punti, aumentandoli.
Nel DLC La caduta di Vergil, ambientato nell'inferno, molto simile al limbo, ma con atmosfere e nemici più dark, lo stile di combattimento di Vergil è leggermente differente da quello di Dante. Vergil avrà in dotazione solamente la Yamato, che potrà essere usata anche in modalità Angelica e Demoniaca, e come arma da fuoco le Spade Evocate, che nelle fasi platform saranno fondamentali per teletrasportarsi da una piattaforma all'altra.

## Sviluppo
Dopo Devil May Cry 4 Capcom decise di affidare lo sviluppo di un nuovo capitolo della serie alla software house inglese Ninja Theory: inizialmente incaricata di sviluppare un prequel di Devil May Cry 3, alla fine optò per un reboot decidendo quindi di scollegarsi dalla serie principale e da tutto ciò che era avvenuto fino a quel momento per creare un nuovo universo narrativo (dato che un reboot segue una nuova linea temporale, indipendente dai capitoli precedenti). Al gioco venne dato il nome di "DmC Devil May Cry" (che spesso viene erroneamente chiamato Devil May Cry 5): la storia di questo capitolo indipendente si svolge in universo parallelo della serie ed ha delle sottili ma sostanziali differenze a livello di trama con i precedenti. Il gioco è stato annunciato ufficialmente da Capcom durante il Tokyo Game Show 2010 a settembre, nel maggio 2010 la rivista Game Informer ha confermato che il nuovo Devil May Cry sarebbe stato sviluppato da Ninja Theory e che il motore grafico del gioco sarebbe stato l'Unreal Engine 3. Il team Ninja Theory conferma anche che per le scene cinematografiche dei personaggi e le espressioni facciali di essi si userà il motion capture usato anche per la progettazione del film Avatar e videogiochi come Uncharted e Tomb Raider. La Capcom, inoltre, comunicò che il gioco sarebbe stato doppiato interamente in italiano.

## Colonna sonora
Le band Combichrist e Noisia hanno composto le varie OST di gioco, le più conosciute sono "Never Surrender" e "Follow the Trail of Blood". Con l'aumentare delle combo durante la fase di gioco, lo stile aumenterà e questo influenzerà anche la musica di sottofondo, i cambiamenti saranno: l'aumentare e il diminuire del ritmo della musica, udire più strumenti e cori e molto altro, ma tutto questo dipende dal modo in cui si gioca.

## Differenze con la serie principale
Essendo un episodio indipendente e slegato dagli eventi della serie principale, DmC presenta numerose differenze nel background dei personaggi e nella trama: 
- Nella serie principale, Dante e Vergil sono ibridi nati dall'unione fra una donna umana di nome Eva e il leggendario demone Sparda. Nel reboot, Eva non è più un essere umano, ma un angelo: ciò rende i due gemelli degli ibridi mezzi angeli e mezzi demoni a cui viene dato il nome di nephilim. L'unione con un angelo è severamente vietata fra i demoni, perché ritenuta pericolosa proprio a causa della possibile nascita di un nephilim, una creatura fortissima che riesce a combinare i poteri degli angeli con quelli dei demoni e capace di superare i poteri di un re demoniaco.
- Nella serie principale, Sparda ha isolato il mondo demoniaco e varie entità maligne dal mondo umano, fra le quali è presente anche Mundus. Nel reboot, Sparda non ha fatto nulla di tutto questo e lui e Mundus sono fratelli.
- Nella serie principale, gli amuleti che Eva regala ai gemelli sono dei medaglioni con all'interno incastonata una pietra di colore rosato e una volta riuniti, si rivelano essere una delle chiavi per accedere al mondo demoniaco e per liberare il vero potenziale della spada Force Edge. Nel reboot, sono dei piccoli cristalli di colori diversi (blu per Vergil e rosso per Dante) che Eva ha donato ai due così che potessero riconoscersi.
- Nella serie principale, sia Dante che Vergil hanno i capelli bianchi sin da bambini[12][13]. Nel reboot, è solo Vergil a presentare questa particolarità sin dalla più tenera età, mentre i capelli di Dante sono inizialmente neri sin dalla più tenera età, ma diventeranno momentaneamente bianchi quando userà il Devil Trigger per poi assumere definitivamente quel colore nel finale del gioco.
- Nella serie principale, si parla di una guerra fra umani e demoni. Nel reboot, si parla di una guerra fra angeli e demoni.
- Le armi principali di Dante, la spada Rebellion e la coppia di pistole Ebony & Ivory, hanno un aspetto diverso: Rebellion non ha il teschio sull'elsa e sulle due pistole non sono presenti né le due donne vittoriane né è incisa alcuna scritta (nella serie principale su entrambe le pistole è inciso il loro nome e la scritta "For Tony Redgrave by .45 Art Warks").
- Nella serie principale, Vergil è il fratello maggiore[14]. Nel reboot, è invece il contrario[15].
- Dante e Vergil in questo gioco hanno circa 18 anni, sono quindi 1 anno più giovani delle loro controparti della serie originale in Devil May Cry 3.

## Doppiaggio
Il gioco è doppiato in inglese, francese, tedesco, spagnolo e italiano mentre per polacco, olandese, russo, portoghese e brasiliano è sottotitolato. Dante, nella versione italiana, è doppiato da Massimo Di Benedetto, Vergil da Ruggero Andreozzi, e Mundus da Silvano Piccardi.

## Sequel
Hideaki Itsuno afferma che nonostante le critiche contrastanti Capcom vorrebbe che il team Ninja Theory sviluppasse un seguito.
<<Un sequel ci piacerebbe tanto ma deve essere realizzato assolutamente da Ninja Theory: gran parte del design e della sostanza di quel gioco è stata possibile grazie al fatto che sono degli intenditori in quanto a stile.>>  Matt Walker, produttore
Entrambi i produttori della Capcom fanno intendere che potrà esserci un DmC 2 in futuro.